# Murchisonia
Murchisonia es un género con dos especies de plantas con flores perteneciente a la familia Laxmanniaceae. Es originario de Australia.

## Descripción
Son plantas herbáceas perennes con hojas radicales o sin hojas. Las flores son de color blanco verdoso. El fruto es una cápsula cilíndrica con 3- válvas y con semillas de color negro .

## Taxonomía
El género fue descrito por Norman Henry Brittan y publicado en J. Roy. Soc. Western Australia 54: 95 en el año 1971. La especie tipo es Murchisonia fragrans Brittan.

## Especies
- Murchisonias fragrans Brittan, endémica de Australia Occidental
- Murchisonia volubilis  Brittan, nativa de Australia Occidental, Australia del Sur y Territorio del Norte